# Mahroni
Mahroni es un pueblo y nagar Panchayat situado en el distrito de Lalitpur en el estado de Uttar Pradesh (India). Su población es de 9415 habitantes (2011). 

## Demografía
Según el censo de 2011 la población de Mahroni era de 9415 habitantes, de los cuales 4865 eran hombres y 4450 eran mujeres. Mahroni tiene una tasa media de alfabetización del 83,93%, superior a la media estatal del 67,68%: la alfabetización masculina es del 91,49%, y la alfabetización femenina del 75,79%.